# Kreajove, Șîroke
Kreajove (în ucraineană Кряжове) este un sat în comuna Vodeane din raionul Șîroke, regiunea Dnipropetrovsk, Ucraina.

## Demografie
Componența lingvistică a localității Kreajove
     Ucraineană (95,1%)
     Rusă (2,1%)
     Română (1,4%)
Conform recensământului din 2001, majoritatea populației localității Kreajove era vorbitoare de ucraineană (95,1%), existând în minoritate și vorbitori de rusă (2,1%) și română (1,4%).